# Lý Bình
Lý Bình (chữ Hán: 李平, ? – 516), tự Đàm Định hay Vân Định, ngoại thích, quan viên, tướng lãnh nhà Bắc Ngụy.

## Thân thế
Ông nội là Lý Phương Thúc, người huyện Mông, quận (quốc) Lương , làm đến Tế Âm thái thú nhà Lưu Tống. Thời Văn Thành đế, con trai trưởng của Lý Phương Thúc là Lý Tuấn bị gián điệp chiêu dụ, bèn quy hàng nhà Bắc Ngụy; các em trai Đản, Nghi, Nhã, Bạch, Vĩnh trước sau cũng đi theo Tuấn, định cư ở huyện Vệ Quốc, quận Đốn Khâu .
Nhờ có con gái là Lý quý nhân sinh ra Hiến Văn đế, Lý Phương Thúc được truy tặng Đốn Khâu Hiến vương, Lý Tuấn được phong Đốn Khâu vương, Lý Đản được phong Trần Lưu vương, Lý Nghi được phong Bành Thành vương.
Con trai trưởng của Lý Tuấn là Lý Túc có tội, chịu đoạt tước. Con trai trưởng của Lý Đản là Lý Sùng, theo lệ giáng xuống công tước; Sùng là danh thần của nhà Bắc Ngụy, có công trấn áp khởi nghĩa Lục trấn, sử cũ có truyện. Bình chính là con trai trưởng của Lý Nghi.

## Khởi nghiệp
Bình từ nhỏ có đại độ, đến khi trưởng thành, đọc khắp sách vở, ưa thích Lễ, Dịch, rất có văn tài. Đầu niên hiệu Thái Hòa (477 – 499) thời Hiếu Văn đế, Bình được bái làm Thông trực tán kỵ thị lang, nhận được sự trọng thị của hoàng đế. Trong thời gian giữ tang cha mẹ, Bình được khen là hiếu. Bình được tập tước Bành Thành vương; sau khi Hiếu Văn đế tiến hành Hán hóa, theo lệ ông chịu giáng làm công tước. sau đó Bình được bái làm Thái tử trung xá nhân, thăng làm Tán kỵ thị lang, xá nhân như cũ, rồi được thăng làm Thái tử trung thứ tử.
Bình tìm dịp Hiếu Văn đế đang vui vẻ để xin ra coi 1 quận nào đó, đế đồng ý, bái ông làm Trường Lạc thái thú. Bình cai trị thanh tĩnh, được quan dân yêu mến. Hiếu Văn đế tiến đánh Nam Tề, lấy Bình kiêm chức Ký Châu Nghi đồng Khai phủ Trưởng sử, ở đó ông nổi tiếng thanh liêm; sau đó Bình tiếp tục được trừ chánh chức Trưởng sử, Thái thú như cũ. Ít lâu sau, Bình được làm Hành Hà Nam doãn, khiến các thế lực hào tộc kiêng dè.

## Thời Tuyên Vũ đế
Tuyên Vũ đế nối ngôi, Bình được trừ chức Hoàng môn lang, thăng làm Tư đồ Tả trưởng sử, Hành doãn như cũ. Sau đó Bình được xét là xứng chức, cho chánh chức Doãn, trưởng sử như cũ. Tuyên Vũ đế muốn thăm Nghiệp Thành, Bình dâng biểu can ngăn, cho rằng triều đình dời đô mới 10 năm, lòng người chưa định, tích trữ chưa nhiều, không nên hao phí, đế không nghe. Triều đình giáng chiếu cho Bình giữ bản quan làm Hành Tương Châu sự. Tuyên Vũ đế đến Nghiệp, đích thân thăm nhà của Bình, gặp các con của ông. Sau đó Bình được chánh chức Thứ sử, gia hiệu là Chinh lỗ tướng quân.
Bình khuyến khích cày cấy, sửa sang Thái học, chọn lựa danh nho để sung chức Bác sĩ, tuyển chọn kẻ thông minh trong 5 quận để dạy dỗ, vẽ tranh Khổng tử và 72 học trò đặt ở học đường, đích thân viết bài tán. Trước đó sứ giả triều đình rất hay chiếm đoạt của công, Bình bèn vẽ tranh "Lý hổ vĩ" (giẫm đuôi cọp), "Tiễn bạc băng" (đạp băng mỏng) tại quán dịch, thu hút sự chú ý của hạ nhân của họ, nhằm răn đe bọn sứ giả. Bình được gia hiệu Bình đông tướng quân, trưng bái làm Trưởng kiêm Độ chi thượng thư , sau đó được chánh chức Thượng thư, lĩnh chức Ngự sử trung úy.
Em trai kế của Tuyên Vũ đế là Ký Châu thứ sử, Kinh Triệu vương Nguyên Du nổi loạn (508), triều đình lấy Bình làm Sứ trì tiết, Đô đốc Bắc thảo chư quân sự, Trấn bắc tướng quân, Hành Ký châu sự để đánh dẹp. Tuyên Vũ đế gặp Bình ở điện Thức Càn, rơi nước mắt giao nhiệm vụ cho ông. Bình đến huyện Kinh, các cánh quan quân tập hợp ở đấy. Trong đêm có vài ngàn binh người Man đến phá lũy trước của Bình, tên bắn trúng cả trướng của ông; Bình ngồi yên không động, ít lâu sau thì ổn định trở lại. Quan quân còn cách thành Ký Châu 60 dặm về phía nam, phản quân vây đánh quân Tế Châu, nhổ rào lấp hào, còn cách chưa đầy vài thước. Các cánh quan quân hợp lại chiến đấu, thất bại quay về, sợ hãi đùn đẩy nhau. Bình đích thân đứng giữa quân đội, hứa sẽ trọng thưởng, sĩ tốt mới tiến lên, đại phá phản quân. Quan quân thừa thắng truy kích, đến tận cửa thành, chép vài vạn thủ cấp, rồi vây thành đốt cửa. Nguyên Du cùng hơn trăm kỵ binh mở cửa bỏ chạy, Bình sai đô đốc Thúc Tôn Đầu đuổi theo, còn cách Tín Đô 10 dặm thì bắt được Du. Bình xong Ký Châu, Tuyên Vũ đế sai Kiêm Cấp sự Hoàng môn thị lang, Bí thư thừa Nguyên Phạm tuyên chỉ úy lạo. Bình được trưng về kinh sư, giữ bản quan lĩnh chức Tương Châu đại trung chánh.
Bình trước đó có hiềm khích với Thượng thư lệnh Cao Triệu, Thị ngự sử Vương Hiển, sau đó Hiển thay Bình làm Trung úy, còn ông được gia chức Tán kỵ thường thị. Hiển hặc Bình ở Ký Châu dấu diếm Quan khẩu , Triệu thổi phồng nên tội trạng, rồi tâu đòi trừ danh ông. Đầu niên hiệu Duyên Xương (512 – 515), triều đình giáng chiếu cho Bình khôi phục quan tước, nhưng trừ bỏ công lao bình định Ký Châu của ông. Trước đó triều đình tranh cãi về tiêu chuẩn để xét "lương – tiện" , đã nhiều năm không dứt, Bình tâu rằng không cần biết thật giả, đều lấy niên hiệu Cảnh Minh (500 – 503) làm mốc thời gian để xử lý, vì thế tranh cãi mới dừng lại. Dân của trấn Vũ Xuyên bị đói, trấn tướng Nhâm Khoản xin vay chưa được, tự ý mở kho cứu chẩn, quan viên tư pháp buộc tội cứu tế vượt quy định, đòi miễn quan tước của ông ta. Bình tâu rằng Khoản muốn cứu người, không có ý xấu, nên Tuyên Vũ đế giữ nguyên chức tước của ông ta. Bình được thăng làm Trung thư lệnh, thượng thư như cũ.

## Thời Hiếu Minh đế
Hiếu Minh đế nối ngôi, Bình được chuyển làm Lại bộ thượng thư, gia chức Phủ quân tướng quân. Bình sáng suốt mạnh mẽ, ở chức được khen ngợi, nhưng lại có tính nóng nảy, sinh ra hệ lụy. Thượng thư lệnh, Nhâm Thành vương Nguyên Trừng tâu rằng Bình có công bình định Ký Châu, xin cho ông được thưởng đất đai; Hồ thái hậu bèn phong Bình tước Vũ Ấp quận Khai quốc công, thực ấp 1500 hộ, 2500 xúc lụa.
Trước đó, tướng nhà Lương là Tả du kích tướng quân Triệu Tổ Duyệt chiếm cứ Tây Hạp Thạch  (515), lực lượng có đến vài vạn, uy hiếp Thọ Xuân. Trấn nam tướng quân Thôi Lượng tiến đánh, chưa hạ được, lại cùng với Dương Châu thứ sử Lý Sùng bất đồng. Triều đình giáng chiếu lấy Bình giữ bản quan, Sứ trì tiết, Trấn quân đại tướng quân, kiêm Thượng thư hữu bộc xạ làm Hành đài, Tiết độ chư quân, tướng lãnh ở 2 bờ đông – tây ven sông Hoài đều phải nghe lệnh, nếu dám trái ý, xử lý theo quân pháp. Có chiếu cho con trai trưởng của Bình là Lý Tưởng làm Thông trực lang tòng, ban cho ông 100 tấm lụa, một cái giáp ngắn Tử nạp kim trang, ban cho Tưởng 60 tấm vải, một cái áo bông Giáng nạp. Cha con cùng thăng tiến, được nhận chức ở sân trước của nhà, người xem thấy đều cho là vinh hiển. Vì thế Bình soái 2000 bộ kỵ đến Thọ Xuân, tuần thị trong ngoài Hạp Thạch, nắm được tình hình cụ thể; ông nghiêm ngặt kềm chế Sùng, Lượng, lệnh thủy lục sẵn sàng, hẹn giờ hành động. Sùng, Lượng kiêng dè, không dám trái lệnh. Quân Ngụy tấn công liên tục, nhiều lần đánh bại quân Lương. An nam tướng quân Thôi Duyên Bá dựng cầu ở Hạ Thái, để ngăn viện quân nhà Lương. Tướng nhà Lương là bọn Vương Thần Niệm, Xương Nghĩa Chi không đến cứu được, Triệu Tổ Duyệt đành tử thủ. Bình bèn chia quân ra, lệnh Thôi Lượng đốc lục quân đánh mặt tây, Lý Sùng nắm thủy quân đánh mặt đông; sau đó nổi trống hò reo, 2 mặt cùng xông lên; quân Lương cũng chia ra, 2 mặt ứng chiến. Quân Ngụy giết sạch kẻ địch ở thành ngoài, tướng sĩ Lương nối nhau xin hàng; Triệu Tổ Duyệt soái tàn quân cố thủ thành nam. Quân Ngụy tấn công suốt đêm, đến sáng quân Lương mới chịu hàng. Bình chém Tổ Duyệt, gởi đầu về Lạc Dương, bắt sống rất nhiều tù binh; nhờ công được thăng Thượng thư hữu bộc xạ, gia chức Tán kỵ thường thị, tướng quân như cũ.
Bình về kinh sư, Hồ thái hậu gặp ông ở điện Tuyên Quang, ban cho 1 cây Kim trang đao trượng. Bấy giờ Nam Từ Châu dâng biểu nói: nhà Lương đắp đập sông Hoài, sẽ gây hậu hoạn; Hồ thái hậu giáng chiếu cho công khanh nghị luận; Bình cho rằng không cần đến quân đội, đập sẽ tự hỏng. Đến khi đập sông Hoài bị phá, Hồ thái hậu cả mừng, mời quần thần dự tiệc, sắc cho Bình trước tiệc thổi ống tiêu, Hiếu Minh đế tự tay ban cho 100 tấm lụa.
Mùa đông năm Hi Bình đầu tiên (516), Bình mất, di ngôn an táng đạm bạc; có chiếu cấp Đông viên bí khí, 1 bộ triều phục, 700 xúc lụa; Hồ thái hậu cử ai cho ông ở Đông đường. Bình được tặng Thị trung, Phiếu kỵ đại tướng quân, Nghi đồng tam tư, Ký Châu thứ sử, thụy là Văn Liệt công.

## Đánh giá
Bình từ khi làm Độ chi thượng thư, thăng đến Thượng thư bộc xạ, đêm ngày lo việc công, chăm chăm không trễ nhác; coi giữ cơ mật hơn 10 năm, được khen là đắc lực. Sử cũ đánh giá: Bình nhờ cao minh tài cán, khôn ngoan một thời, ra vào làm quan, công danh hiển hách, có tài hiệp trợ xử lý chính vụ.

## Tác phẩm
Bình trước tác thơ – phú – châm – lụy – vịnh – tụng, lưu truyền ở đời có 1 tập, ngày nay vẫn còn, chính là Lý Bình văn tập (李平文集).

## Hậu nhân
- Con trai trưởng là Lý Tưởng được kế tự.

- Con Tưởng là Lý Cấu, Lý Huấn.

- Con Cấu là Lý Phi, Lý Khắc.

- Con trai thứ là Lý Hài.

- Con Hài là Lý Nhạc, Lý Thứ, Lý Úy, Lý Nhược.

- Con trai thứ ba là Lý Ung.

## Dị sự
Theo Bắc sử, bản Ngụy thư của Ngụy Thu vào lúc mới xuất hiện cho biết Lý Bình là người Trần Lưu, xuất thân gia đình bần tiện, khiến cho Lý Thứ căm giận, hợp với các thành viên sĩ tộc cũng bất mãn bộ sách này, tố cáo Ngụy Thu mưu phản, ngược lại họ bị Bắc Tề Văn Tuyên đế phạt gọt tóc, đánh đòn 200 trượng. Thứ chết trong nhà ngục của huyện Lâm Chương, anh cả Lý Nhạc vô cùng đau xót, trọn đời không bước vào cửa huyện Lâm Chương.